# ジョン・ロロ (第6代ロロ卿)
第6代ロロ卿ジョン・ロロ（英語: John Rollo, 6th Lord Rollo、1708年2月6日 – 1783年3月26日）は、スコットランド貴族。

## 生涯
第4代ロロ卿ロバート・ロロとメアリー・ロロ（Mary Rollo、1765年4月16日没、ハリー・ロロの長女）の息子として生まれた。
1765年6月2日に兄アンドリューが死去すると、ロロ卿の爵位を継承した。
1783年3月26日に死去、息子ジェームズが爵位を継承した。

## 家族
1人目の妻はセシリア・ジョンストン（Cecilia Johnston、1746年6月21日没、ジェームズ・ジョンストンの娘）で、2人は1男1女を儲けた。
- ジェームズ（1738年 – 1784年）
- ジョアンナ（Joanna、1745年7月29日 – ?） - ジョン・カーマイケル（John Carmichael）と結婚

2人目の妻はジェーン・ワトソン（Jane Watson、1784年4月9日没、アレクサンダー・ワトソンの娘）だった。